# Attitydindikator

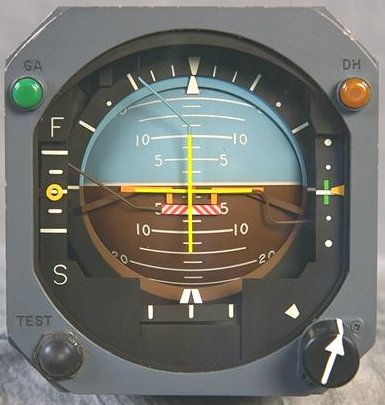
Attitydindikator för instrumentlandning.

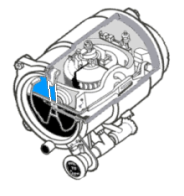
Det inre av en attitydindikator.

En attitydindikator eller horisontgyro är ett instrument som används i flygplan vid instrumentflygning och är en typ av artificiell horisont. Instrumentet visar om flygplanets nos pekar mot horisonten, ovanför horisonten eller nedanför. Det visar också om vingarna är horisontella eller lutar. 
Attitydindikatorn är ett gyroskop med vertikal axel och drivs antingen av undertryck från förgasaren, från en egen pump eller från ett utvändigt rör som hämtar en luftström från propellern. Den kan också drivas med elektricitet. 
Många av dessa instrument har en övre blå zon och en nedre brun zon och en tydlig horisontallinje markerad mellan zonerna. När horisontallinjen är sned så att den är högre till höger så betyder det att höger vinge pekar nedåt. Markeringar på instrumentet kan visa när krängningen är större än 30 grader respektive 60 grader.  
Mitt i instrumentets presentation finns vanligtvis en bild av ett litet flygplan som kan flyttas upp och ned. 
På ryska flygplan visas krängningen genom att det lilla flygplanet kränger i sidled. Då är horisonten rörlig upp och ned, men inte vridbar. 
Vissa attitydindikatorer som inte är konstruerade för akrobatikflygning tål inte mer än ett bestämt antal graders krängning. Om mer ovanliga tillstånd uppstår kommer gyron utanför sitt fungerande arbetsområde slutar fungera tills den blir rätt inställd igen. 
I nyare passagerarflygplan och en del småflygplan är det allt vanligare att en dataskärm visar information som på tidigare flygplan visats av många enskilda instrument. 
I nyare flygplan har attitydindikatorn en central plats på instrumentbrädan i en T-form med höjdmätaren till höger, hastighetsmätaren till vänster och gyrokompassen nedanför. Dessutom är det vanligt med en krängningsmätare nedanför till vänster och en vertikalhastighetsmätare nedanför till höger. I flygplan med glascockpit vissas motsvarande information vanligtvis på den centrala display-skärmen.